# Witali Alexandrowitsch Gromadski
Witali Alexandrowitsch Gromadski (ukrainisch Віталій Олександрович Громадський, engl. Transliteration Vitaly Alexandrovich Gromadsky; * 10. Dezember 1928 in Komariwka im Rajon Hajssyn, Oblast Winnyzja, Ukrainische SSR) ist ein ukrainischer Basssänger.

## Leben und Werk
Gromadski studierte in der Klasse von Alexander Sweschnikow am Moskauer Konservatorium Gesang. Er schloss sein Studium 1960 ab und errang im gleichen Jahr den ersten Preis beim damals in Berlin abgehaltenen Internationalen Schumann-Wettbewerb. Von 1961 bis 1988 war Gromadski Bassist der Philharmonischen Gesellschaft Moskau.
Bekannt wurde Gromadski, als er als Solist bei der Uraufführung von Dmitri Schostakowitschs 13. Sinfonie Babi Jar am 18. Dezember 1962 im Großen Saal des Moskauer Konservatoriums auftrat. Die 13. Sinfonie vertont das Gedicht Babi Jar von Jewgeni Jewtuschenko mit der Klage, dass der jüdischen Opfer von Babyn Jar auch 20 Jahre nach dem durch Einsatzgruppen der Sicherheitspolizei und des SD verübten Massaker nicht staatlich durch ein Denkmal gedacht wurde – zur damaligen Zeit ein „musikalisches Statement gegen den Antisemitismus in der Sowjetunion“. Nachdem sowohl Schostakowitsch als auch der aufführende Dirigent Kirill Kondraschin mehrfach gedrängt wurden, auf die Aufführung zu verzichten, sagte der Bassist Wiktor Netschipailo am Konzerttag seinen Solistenauftritt ab. Gromadski, der an allen Proben gleichberechtigt teilgenommen hatte, übernahm die Premiere und die Zweitaufführung am 20. Dezember 1962.
Tonträgeraufnahmen Gromadskis mit Werken von Schostakowitsch:
- 13. Sinfonie. Live-Aufnahme vom 20. Dezember 1962 mit dem Moskauer Philharmonischen Orchester unter dem Dirigat von Kirill Kondraschin. Veröffentlichung 1993 durch das Label Russian Disc. (Originalgedicht von Jewgeni Jewtuschenko, für die folgenden Konzertaufführungen wurde dieses gekürzt.)[8]
- Die Hinrichtung des Stepan Razin. (Libretto von Jewgeni Jewtuschenko). Aufnahme vom 28. Dezember 1964 mit dem Philharmonischen Orchester Moskau unter dem Dirigat von Kirill Kondraschin,[9] Veröffentlichung durch Melodija.[10]